# Moţahharābād-e Pā‘īn
Moţahharābād-e Pā‘īn (persiska: مُطَهَّرِ سُفلَى, Moţahhar-e Soflá, مطهر آباد پائین) är en ort i Iran.   Den ligger i provinsen Mazandaran, i den norra delen av landet, 130 km nordost om huvudstaden Teheran. Moţahharābād-e Pā‘īn ligger 12 meter över havet och antalet invånare är 324.
Terrängen runt Moţahharābād-e Pā‘īn är platt. Runt Moţahharābād-e Pā‘īn är det tätbefolkat, med 286 invånare per kvadratkilometer. Närmaste större samhälle är Babol, 16,7 km öster om Moţahharābād-e Pā‘īn. Trakten runt Moţahharābād-e Pā‘īn består till största delen av jordbruksmark.